# L’Île-d’Olonne
L’Île-d’Olonne település Franciaországban, Vendée megyében. Lakosainak száma 2805 fő (2022. január 1.). L’Île-d’Olonne Brem-sur-Mer, Saint-Mathurin, Vairé és Les Sables-d’Olonne községekkel határos.

## Népesség
A település népességének változása:
| Lakosok száma | 2769 | 2710 | 2759 | 2694 | 2739 | 2783 | 2826 | 2813 | 2805 |
|               | 2013 | 2015 | 2016 | 2017 | 2018 | 2019 | 2020 | 2021 | 2022 |